# Punho de Ferro
Punho de Ferro (Iron Fist no original em inglês) alter ego de Daniel "Danny" Rand, é um personagem fictício que aparece nas histórias em quadrinhos publicadas pela Marvel Comics. Criado por Roy Thomas e Gil Kane, Punho de Ferro apareceu pela primeira vez na Marvel Premiere #15 (maio de 1974). O personagem é um lutador de artes marciais e o portador de uma força mística conhecida como o Punho de Ferro, que lhe permite convocar e focar seu chi. Ele estrelou sua própria série solo na década de 1970 e compartilhou o título Power Man and Iron Fist por vários anos com Luke Cage, em parceria com Cage para formar a equipe de super-heróis Heróis de Aluguel. O personagem tem estrelado vários títulos solo, incluindo The Immortal Iron Fist, que expandiu sua história de origem e a história do Punho de Ferro.
Punho de Ferro foi adaptado para aparecer em várias séries de televisão animadas e jogos eletrônicos. O ator Finn Jones interpreta o personagem na série de televisão Iron Fist desenvolvido para Netflix e está definido para reprisar o papel em The Defenders, como parte do Universo Cinematográfico Marvel.
No Brasil o personagem também já foi chamado de Punhos de Aço.

## Publicação

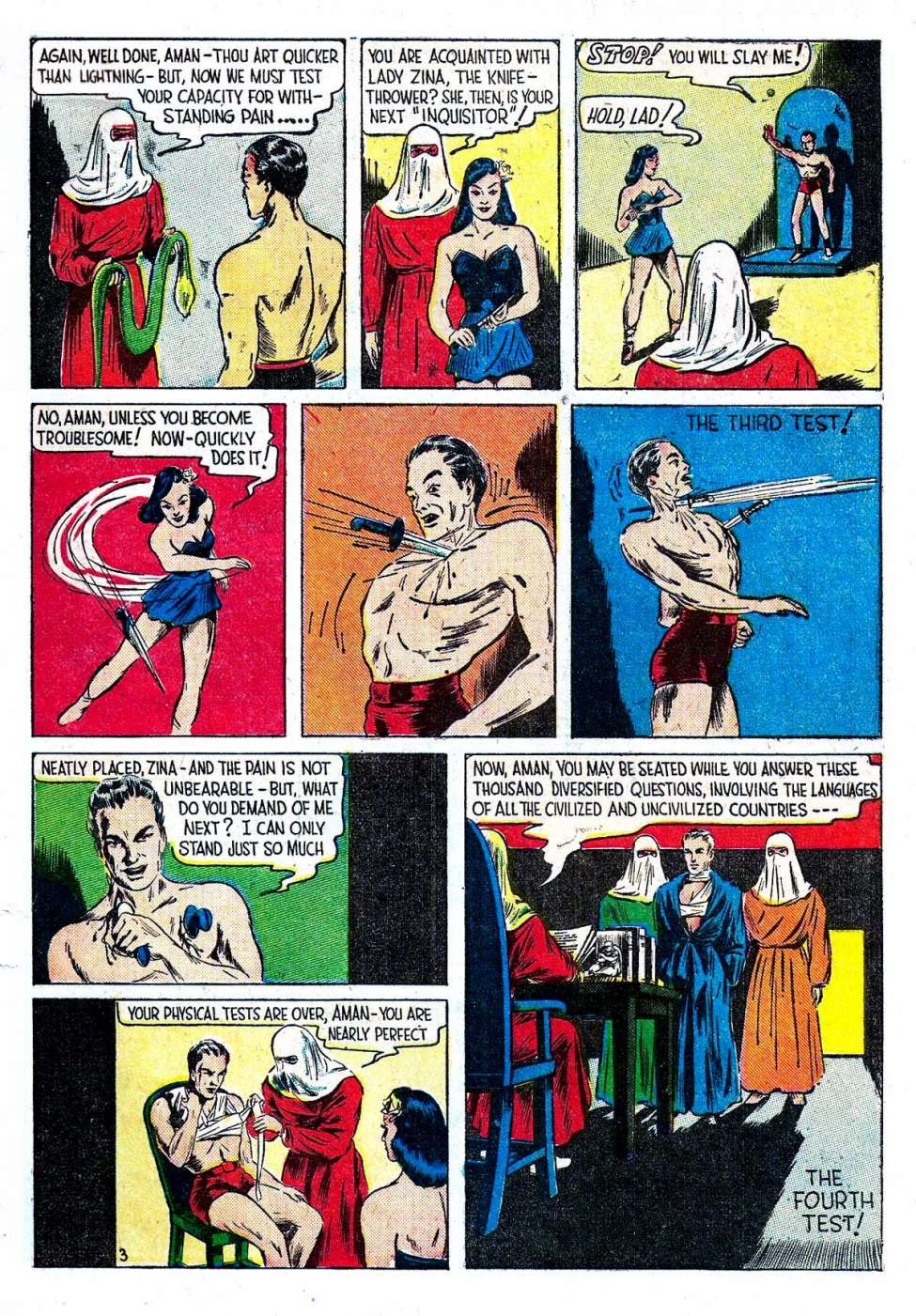
Amazing-Man Comics #5, arte de Bill Everett

Punho de Ferro, juntamente com o previamente criado Shang-Chi, o Mestre do Kung Fu, foi lançado pela Marvel Comics durante uma tendência da cultura pop americana no início a meados da década de 1970 dos heróis artistas marciais. Escritor/co-criador Roy Thomas escreveu em um texto em Marvel Premiere #15 que a origem e criação de Punho de Ferro deve muito ao personagem Amazing-Man, criado por Bill Everett para a  Centaur Publications na Era de Ouro dos quadrinhos. Thomas escreveu mais tarde que ele e o ilustrador Gil Kane começaram o Punho de Ferro por causa de um filme.
| “ | ... Comecei "Punho de Ferro" porque eu tinha visto meu primeiro filme de kung fu, mesmo antes de algum filme do Bruce Lee ser lançado, e tinha uma coisa chamada "a cerimônia do Punho de Ferro" nele. Eu pensei que era um bom nome, e nós já tínhamos o Mestre do Kung Fu, então eu pensei: "Talvez um super-herói chamado Punho de Ferro, mesmo que tivéssemos o Homem de Ferro, seria uma boa ideia". [O editor] Stan [Lee] gostou do nome, então eu peguei Gil e ele trouxe suas influências do Amazing Man, e nós projetamos o personagem juntos ... | ” |

O filme citado por Thomas é King Boxer, lançado em 1972, o filme apresenta a técnica mortal do Punho de Ferro.
Estreando em uma história escrita por Thomas e ilustrada em "Marvel Premiere #15-25" (maio de 1974 - outubro de 1975), ele foi escrito sucessivamente por Len Wein, Doug Moench, Tony Isabella e Chris Claremont, com arte por sucessivos desenhistas Larry Hama, Arvell Jones, Pat Broderick e, em alguns de seus primeiros trabalhos profissionais, John Byrne. Como as edições da Marvel Premiere haviam estabelecido com sucesso um número considerável de leitores para o personagem. após essa o run, Iron Fist foi imediatamente desmembrado na série solo Iron Fist, que teve 15 edições (novembro de 1975 - setembro de 1977). A série solo foi escrita por Claremont e desenhada por Byrne. Um sub-enredo envolvendo o Serpente de Aço não resolvido pelo cancelamento da série foi encerrado nas edições #63-64 da Marvel Team-Up.
Para resgatar o personagem do cancelamento, a Marvel emparelhou Punho de Ferro com outro personagem que não era mais popular o suficiente para sustentar sua própria série, Luke Cage. Os dois personagens foram parceiros em uma história de três partes publicada em Power Man #48-50. O título da série mudou para Power Man and Iron Fist a partir da edição #50 (abril de 1978), embora os indícios não refletissem essa mudança até a edição #67. Punho de Ferro co-estrelou a série até a edição final (# 125, setembro de 1986), na qual ele é morto. O escritor Jim Owsley (posteriormente conhecido como Christopher Priest) comentou mais tarde: "A morte de Punho de Ferro foi sem sentido e chocante e completamente imprevista. Ele tirou as cabeças dos leitores. E, até hoje, as pessoas estão loucas por isso. Esquecendo, parece, que (a) você deveria estar com raiva, que a morte é sem sentido e que a morte de Punho de Ferro deveria ser sem sentido, ou que (b) isso é uma história em quadrinhos."
Punho de Ferro foi revivido meia década depois em Namor, the Sub-Mariner #21-25 (dezembro de 1991 - abril de 1992), uma história que revelou que o personagem morto em Power Man and Iron Fist # 25 era um doppelgänger. A história foi escrita e desenhada por Byrne, que achou a maneira da morte do herói questionável e mais tarde comentou: "Em um desses exemplos surpreendentes de serendipidade da Marvel, acabou sendo bastante fácil não apenas ressuscitar Danny, mas fazer parece que esse era o plano o tempo todo." Punho de Ferro então se tornou um personagem frequentemente estrelado na série de antologia Marvel Comics Presents, apresentando três arcos de histórias de várias partes e quatro histórias one-shot em 1992 e 1993. A minissérie solo: Iron Fist (vol. 2) # 1–2 (setembro-outubro de 1996), do escritor James Felder e do desenhista Robert Brown; e Iron Fist (vol. 3) # 1–3 (julho-setembro de 1998), do escritor Dan Jurgens e do desenhista Jackson Guice. Também nessa época, ele estava entre o grupo da série Heroes for Hire, que teve 19 edições (julho de 1997 - janeiro de 1999).
Após uma minissérie de quatro edições do escritor Jay Faerber e do desenhista Jamal Igle, Iron Fist: Wolverine (novembro de 2000 - fevereiro de 2001), co-estrelando o personagem Wolverine e com anúncio de capa: Iron Fist/Wolverine: The Return of K 'un Lun, veio outra minissérie solo, Iron Fist vol. 4 #1–6 (maio a outubro de 2004), do escritor Jim Mullaney e do desenhista Kevin Lau. A primeira edição de uma nova série em andamento, The Immortal Iron Fist, dos co-autores Ed Brubaker e Matt Fraction e do desenhista principal David Aja, estreou com uma data de capa em janeiro de 2007. Duane Swierczynski assumiu a série do número 17.
As aparições de Punho de Ferro fora de seu próprio título incluem três histórias na revista Deadly Hands of Kung Fu #10 (março de 1975) da Marvel, uma história adicional co-estrelando com os Filhos do Tigre na edição #18 (novembro). 1975), e uma série de seis partes, "The Living Weapon", em #19-24 (dezembro de 1975 - maio de 1976). Ele fez aparições em títulos como Marvel Two-in-One, Marvel Team-Up, Namor, Namor, Black Panther e Daredevil.
Em 2007, John Aman, o Amazing-Man é introduzido nas histórias do Punho de Ferro com o nome de Príncipe dos Órfãos.
Punho de Ferro apareceu como personagem regular em toda a série New Avengers de 2010-2013, da primeira edição (agosto de 2010) até sua edição final, o número 34 (janeiro de 2013). Em 2014, Punho de Ferro ganhou uma nova vida e começou a estrelar uma nova série de quadrinhos de doze edições, escrita e desenhada por Kaare Andrews, intitulada Iron Fist: The Living Weapon, como parte do evento All-New Marvel NOW!.
Em janeiro de 2021, Punho de Ferro estrelou a série Iron Fist: Heart of the Dragon, escrita por Larry Hama com arte de David Wachter.
Em outubro de 2021, a Marvel anunciou que Danny Rand se aposentaria como Punho de Ferro e passaria o manto para um sucessor em uma minissérie de cinco edições escrita por Alyssa Wong e ilustrada por Michael YG com lançamento previsto para fevereiro de 2022.

## Biografia ficcional do personagem

### Origem
Danny Rand nasceu em Nova York. Seu pai, Wendell Rand, quando menino, encontrou a cidade mística de K'un-L'un. Durante seu tempo em K'un L'un, Wendell salvou a vida do governante da cidade, Lord Tuan, e foi adotado como filho de Tuan. No entanto, Wendell acabou deixando o K'un L'un e se tornou um empresário rico nos Estados Unidos. Rand se casou com uma socialite Heather Duncan e tiveram um filho: Daniel.
Wendell mais tarde organiza uma expedição para buscar novamente K'un-L'un, levando sua esposa Heather, seu parceiro de negócios Harold Meachum e Danny, aos nove anos de idade. Durante a viagem até a montanha, Danny escorrega do caminho, sua corda de amarração levando a mãe e o pai com ele. Meachum, que também amava Heather, força Wendell a mergulhar até a morte, mas se oferece para resgatar Heather e Danny. Ela rejeita a ajuda dele. Heather e Danny se deparam com uma ponte improvisada que aparece do nada e são atacados por um bando de lobos. Heather se joga nos lobos para salvar Danny e é morta mesmo quando arqueiros de K'un L'un tentam salvá-la. Os arqueiros levam o Danny de luto para ver Yü-Ti, o governante encapuzado de K'un Lun. Quando Danny expressa seu desejo de vingança, Yü-Ti o apresenta a Lei Kung, o Trovão, que lhe ensina artes marciais.
Danny prova ser o mais talentoso dos estudantes de Lei Kung. Ele endurece os punhos mergulhando-os em baldes de areia, cascalho e rocha. Aos 19 anos, Danny tem a chance de alcançar o poder do Punho de Ferro lutando e derrotando o dragão Shou-Lao, o Imortal, que guarda o coração fundido que foi arrancado de seu corpo. Adivinhando que o coração provê vida a Shou-Lao através da cicatriz em forma de dragão no peito, Danny cobre a cicatriz com seu próprio corpo e fica pendurado até que Shou-Lao desmorone e morra, queimando uma marca de dragão em seu próprio peito. Tendo matado Shou-Lao, ele entra em sua caverna e mergulha seus punhos em um braseiro contendo o coração fundido da criatura, emergindo com o poder do Punho de Ferro. Mais tarde é revelado que Danny faz parte de uma longa linhagem de Punhos de Ferro.
Quando K'un L'un reaparece na Terra depois de 10 anos, Danny sai para encontrar o assassino de seu pai. Voltando a Nova York, Danny Rand, vestido com o traje cerimonial do Punho de Ferro, procura Harold Meachum, agora chefe da Meachum Industries. Depois de superar o número de tentativas em sua vida, enfrenta Meachum em seu escritório, apenas para descobrir que não tinha mais as sem pernas - uma amputação realizada quando, depois de abandonar Danny e sua mãe, ele foi pego em uma nevasca e suas pernas ficaram congeladas.
Meachum aceita seu destino e diz ao Punho de Ferro para matá-lo. Superado com pena, Punho de Ferro se afasta. Naquele momento Meachum é assassinado por um misterioso ninja, e sua filha Joy culpa o Punho de Ferro pela morte. Eventualmente, Punho de Ferro limpa seu nome e começa uma carreira como super-herói, ajudado por seus amigos Colleen Wing e Misty Knight, se apaixonando pela última. Os adversários notáveis em seu início de carreira incluem o Dentes de Sabre, o misterioso Mestre Khan e o Serpente de Aço, o exilados filho de Lei Kung, que cobiçava o poder do Punho de Ferro.

### Heróis de Aluguel
Enquanto trabalhava disfarçada, Misty Knight se infiltra na organização do lorde do crime John Bushmaster. Quando Bushmaster descobre a traição de Knight, ele seqüestra Claire Temple e Noah Burstein, associados próximos de Luke Cage, mais conhecido como o Power Man, e os mantém como reféns para forçar Cage a eliminar Knight. Punho de Ferro está próximo para detê-lo, no entanto, após uma batalha, a verdade vem à tona. Rand ajuda Cage e as Filhas do Dragão (Knight e Colleen Wing) a enfrentar Bushmaster, resgatar Temple e Burstein, e obter provas que comprovem a inocência de Cage de acusações anteriores de drogas. Depois, Punho de Ferro e Power Man se tornam parceiros, formando o grupo Heróis de Aluguel.
Punho de Ferro, em sua identidade secreta de Danny Rand, retoma o controle da fortuna de seus pais como metade da Rand-Meachum, Inc., tornando-o bastante rico. Isso causa tensão entre Rand e Cage, que foi criado pobre.
A parceria entre Power Man e Punho de Ferro termina com Rand contraindo câncer e sendo sequestrado como parte de um plano planejado por Mestre Khan. Pouco antes de uma batalha com o Dragão Negro Chiantang (o irmão do mítico Rei Dragão), Danny é substituído por um doppelgänger criado pelo extra-dimensional H'ylthri. O duplo (que usa uma variante vermelha do traje do Punho de Ferro) é morto pelo Capitão Hero pouco tempo depois. Cage, agora o principal suspeito da aparente morte de Rand, torna-se um fugitivo.

### Ressurreição
Enquanto estava em estase em K'un-L'un com os H'ylthris, Punho de Ferro consegue focar seu chi, curando o câncer. Ele é mais tarde libertado da estase por Namor.
Rand e Cage reformam a Heróis de Aluguel com uma equipe expandida, desta vez trabalhando para a Oracle Corporation de Namor. Namor finalmente dissolve a Oracle, assim como a Heróis de Aluguel.
Punho de Ferro depois perde seus poderes para Junzo Muto, o jovem líder do Tentáculo, e posteriormente torna-se o guardião de um bando de dragões deslocados em Tóquio. Seus poderes são eventualmente restaurados por Chiantang, que faz lavagem cerebral em Punho de Ferro e o força a lutar contra o Pantera Negra. Pantera Negra é capaz de libertar o Punho de Ferro do controle da criatura, e os dois trabalham juntos para derrotar o Dragão Negro em Wakanda.
Na minissérie Iron Fist, Miranda Rand-K'ai também retorna dos mortos. Os H'ylthri a revivem e prometem restaurá-la à vida plena se ela recuperar o artefato extra-dimensional conhecido como a Chave do Zodíaco. Para este fim, ela leva a identidade de Death Sting, trazendo-a em conflito com Punho de Ferro, bem como com a S.H.I.E.L.D. Quando os H'ylthris tentam matar o Punho de Ferro, Miranda vira o poder da Chave do Zodíaco contra eles, aparentemente se matando no processo. No entanto, a exposição a produtos químicos das vagens de H'ylthri impediu a sua morte.

### Atuando como Demolidor
Rand se disfarça de Demolidor para convencer a mídia e o público de que Matt Murdock não é o vigilante mascarado.
Durante a Guerra Civil, ele se opõe à Lei de Registro de Super-Humanos, juntando-se ao Capitão América enquanto ainda finge ser o Demolidor. Rand é apreendido pelas forças pró-registro. Mais tarde, ele é libertado da prisão na Zona Negativa, juntando-se à equipe do Capitão América para combater as forças do Homem de Ferro.

### Novos Vingadores
Após a prisão do Capitão América, Rand junta-se aos Novos Vingadores, um grupo clandestino provido de acomodação segura pelo Doutor Estranho e que inclui seu ex-companheiro de equipe Luke Cage. Aos olhos do público, Rand é capaz de evitar a prisão com brechas legais. Rand deixa os Novos Vingadores devido a uma variedade de problemas, mas permite que eles saibam, que podem ligar para ele caso precisem de ajuda. Ele depois ajuda os Novos Vingadores a localizar e resgatar Cage de Norman Osborn depois que ele sofreu um ataque cardíaco e foi sumariamente detido como fugitivo.

### O Imortal Punho de Ferro
Orson Randall, o predecessor imediato de Danny Rand, procura Danny Rand em Nova York e lhe dá O Livro do Punho de Ferro, um livro sagrado supostamente contendo todos os segredos de kung-fu dos Punhos de Ferro anteriores, que Randall afirma ser necessário se Rand for para competir com sucesso no próximo torneio dos Sete Campeões. Serpente de Aço cujos poderes foram aumentados pela Crane Mother, mata Randall. À beira da morte, Randall entrega seu chi a Rand, dando a ele poder suficiente para lutar contra Serpente de Aço. Após a batalha, Rand é convocado por seu mestre, Lei Kung (que também é o pai de Serpente de Aço) para competir em um torneio que decidirá o ciclo de acordo com o qual cada uma das Sete Cidades Celestiais aparecerá na Terra. No entanto, os líderes das Sete Cidades haviam secretamente criado portais entre a Terra e cada um deles. cidade sem o conhecimento da população. A corrupção dos líderes das Sete Cidades Celestiais estimula Punho de Ferro, Lei Kung, a filha de Orson Randall e John Aman a planejar uma revolução. Punho de Ferrodescobre que Crane Mother e Xao, um membro da Hidra de alto escalão operativo, estão planejando destruir K'un Lun usando um portal. Ao saber da trama, Serpente de Aço ajuda Rand e as outras Armas Imortais a derrotar Xao.
Rand destrói o trem destinado a destruir K'un Lun, estendendo seu chi para encontrar o campo eletromagnético do trem. Enquanto isso, a revolução orquestrada por Lei Kung e a filha de Orson é bem-sucedida, com Nu-an, o Yu-Ti de K'un Lun fugindo aterrorizado. Quando Rand confronta Xao, Xao revela que há uma Oitava Cidade Celestial antes de se matar. Rand sugere Lei Kung como o novo Yu-Ti, com a filha sem nome de Orson como o novo Trovão.
Depois de saber que a fortuna de Randall que iniciou a Rand International foi formada a partir da opressão das Cidades Celestiais, Rand decide transformar a empresa em uma organização sem fins lucrativos, dedicada a ajudar os pobres. Ele também monta o Dojo do Trovão no Harlem para ajudar crianças do centro da cidade, compra de volta o antigo prédio dos Heróis de Aluguel como a nova sede da Rand International e sua nova casa, enquanto oferece a Luke Cage uma posição na empresa. Ele também tenta se reconectar com Misty Knight. Rand em seu 33º aniversário aprende que cada um dos Punho de Ferro anteriores morreu com 33 anos de idade, exceto Orson Randall, que desapareceu na mesma época.
Logo depois Rand é atacado e derrotado por Zhou Cheng, um servo de Ch'l-Lin, que alega ter matado os Punhos de Ferro para entrar em K'un Lun e devorar o ovo que nasce o próximo Shou-Lao, o enfurecido a cada geração, eliminando assim o legado do Punho de Ferro de K'un Lun. Luke, Misty e Colleen chegam e salvam Rand. Rand tem seu ombro deslocado durante uma segunda batalha com Cheng, mas consegue derrotar Cheng mesmo em seu estado enfraquecido. Após o duelo, as Armas Imortais, Luke, Colleen e Misty chegam e revelam a Rand que descobriram um mapa no apartamento de Cheng que leva à Oitava Cidade Celestial. Rand e os outros percebem que é aqui que o Ch'l-Lin se originou e partiu para a Oitava Cidade.
Na Oitava Cidade ele conhece Quan Yaozu, o primeiro Punho de Ferro, que ficou desiludido com K'un Lun e se levantou para governar a Oitava Cidade como Changming. Rand e Vultuoso Cobra conseguem derrotar Quan. As ações de Rand durante suas batalhas impressionam Quan, que decide que Rand pode ser uma prova viva de que K'un Lun não é a cidade corrupta que já foi. Rand e Davos concordam em guiar Quan para K'un Lun e marcar uma reunião entre ele e Lei-Kung para dar a Quan um fórum para suas queixas.
No entanto, quando Rand retorna a Nova York, ele encontra uma célula da Hidra esperando por ele na Rand International, em busca de retribuição pela morte de Xao, e segurando Misty como refém. Na batalha que se seguiu, Rand International é destruída, mas Rand e Misty escapam ilesos. Agora com apenas uma fração de seu patrimônio líquido, Rand e Misty compram um novo condomínio no Harlem, e Rand decide concentrar toda a sua atenção e recursos remanescentes no Dojo do Trovão. Enquanto se muda para sua nova casa, Rand pede Misty em casamento. Inicialmente cético em relação à oferta, Misty aceita e revela que está grávida de Rand.

#### Marvel NOW!
Em Iron Fist: The Living Weapon, Punho de Ferro é abordado por um jovem monge chamado Pei, que lhe diz para retornar a K'un-Lun. Ao retornar, Iron Fist descobre a cidade em ruínas e Lei Kung morto nas mãos de One, um robô movido a chi que acreditava ser o pai de Danny, Wendell Rand. Iron Fist é derrotado porr One, mas é resgatado por seu amigo de infância Sparrow e o criador do One, Fooh, que cuida dele de volta à saúde e o avisa que o One e Davos estavam trabalhando juntos para transformar Nova York em New K'un-Lun. . Durante o segundo confronto do Punho de Ferro e do Um, o Um abre um portal artificial entre a Terra e os Céus em uma tentativa de recuperar a falecida esposa de Wendell, Heather Rand, da vida após a morte, mas o deus do fogo de Xian, Zhu Rong, emerge em Manhattan para punir os mortais por perturbar a ordem universal. Ao concentrar sua energia chi em seu punho e se lançar em Zhu Rong, Punho de Ferro derrota o deus do fogo. Enquanto isso, Davos tenta tirar o poder do Punho de Ferro de um Shou-Lou renascido, mas é interrompido por Pei, que ganha o poder do Punho de Ferro para derrotar Davos e reviver Shou-Lou, nomeando sua forma adolescente renascida de "Gork". . Como a pessoa mais jovem a ter a marca do Punho de Ferro, Pei é posteriormente levado por Danny como seu protegido.
Na era Marvel NOW!, Punho de Ferro se junta com Luke Cage como os Heróis de Aluguel, tendo sido contratado pelo Bumerangue para prender seus ex-colegas no Sexteto Sinistro.

### All-New, All-Different Marvel
Na era All-New, All-Different Marvel, Danny e Luke são forçados a retornar à luta contra o crime depois que a ex-secretária de Heróis de Aluguel, Jennifer "White Jennie" Royce, se envolve em uma guerra de gangues com Black Mariah contra Tombstone. Depois disso, Power Man e Iron Fist voltam às ruas como os Heróis de Aluguel, Durante o enredo "Secret Empire", Punho de Ferro se tornou um membro dos Defensores ao lado de Demolidor, Luke Cage e Jessica Jones. Eles, ao lado de Manto e Adaga, Doutor Estranho e Mulher-Aranha, lutaram contra o Exército do Mal durante a tomada dos Estados Unidos pela Hydra, onde foram derrotados por Nitro. Punho de Ferro e aqueles com ele foram presos no domo Darkforce por Blackout quando seus poderes foram aprimorados pelo Barão Helmut Zemo usando o Darkhold.
Durante o enredo "Hunt for Wolverine", Punho de Ferro cuidava de Danielle Cage enquanto Luke e Jessica estavam ajudando o Homem de Ferro e o Homem-Aranha a procurar o corpo de Wolverine depois que ele desapareceu de seu local de descanso privado. Depois que a missão acabou, Luke e Jessica agradeceram ao Punho de Ferro por cuidar de Danielle.

### Devil's Reign
Durante o enredo "Devil's Reign", onde o prefeito Wilson Fisk aprovou uma lei que proíbe atividades de super-heróis, Danny Rand estava na Rand Corporation quando Luke Cage o chamou para informar Danny sobre a nova lei. Danny afirma que ele não tem mais sua habilidade de Punho de Ferro. No meio desta ligação, seu escritório é invadido por oficiais do Polícia de Nova York liderados pelo membro dos Thunderbolts, Ossos Cruzados, que tenta prender Danny. Apesar de não ter suas habilidades, Danny lutou contra os agentes o máximo que pôde. No Myrmidon, Susan Storm informou a Reed Richards que viu Danny Rand sendo processado.

### Heart of the Dragon
Os dragões das Cidades Celestiais estão sendo alvos de exércitos de ninjas mortos-vivos e vários vilões, incluindo Treinador, Lady Bullseye e Midnight Sun por seus corações, resultando na morte de muitos dragões e da Linda Filha do Tigre, levando o Punho de Ferro a se unir a Luke. , Pei, Gork, Fooh e as Armas Imortais restantes para salvar os outros dragões. A pedido da deusa Xian da Misericórdia Quan Yin, Punho de Ferro e os outros usam a tecnologia do portal de Fooh para manifestar as Cidades Celestiais na Terra para que outros heróis, incluindo Okoye e Mancha Solar, possam se juntar na defesa contra as hordas de zumbis e vilões. . Quando os zumbis provam demais para eles, Punho de Ferro e o grupo se retiram para o Coração do Céu, onde encontram Okoye matando o dragão do Coração do Céu, que aproveita seu choque para matar o dragão recém-resgatado do Reino. de Aranhas também; Okoye explica que ela foi instruída a matá-los por Quan Yin e o dragão do Coração do Céu para garantir o equilíbrio cósmico, ganhando assim o poder de ambos os dragões. Yama Dragonsbane, a ex-amante de Danny, Brenda Swanson, posteriormente aparece no Coração do Céu e revela-se por trás dos assassinatos de dragões para usar seus corações para capacitar seu mestre, o Hierofante, que também é convocado para o Coração do Céu. Enquanto Fooh distrai o Hierofante, Punho de Ferro e os outros viajam para a Oitava Cidade para destruir o exército de mortos-vivos do Hierofante, mas são atacados pelo Dragão Fantasma da cidade. Quando o Dragão Fantasma se mostra impossível de ferir, Pei e Gork relutantemente permitem que Okoye mate Gork por seu coração, sabendo que ele e os outros dragões podem ser revividos se ela derrotar o Hierofante. Com os poderes de Pei e Gork, Okoye é capaz de matar o Dragão Fantasma e reivindicar seu poder. Quando o Hierofante chega, Danny transfere o Punho de Ferro para Okoye, concedendo-lhe todo o poder das Cidades Celestiais. Okoye usa seu chi de dragão combinado para derrotar o Hierofante e Dragonsbane enquanto Iron Fist e os outros acabam com os mortos-vivos restantes. A morte do Hierofante libera os corações dos dragões mortos por ele e Okoye de volta às suas respectivas cidades, embora os poderes do Punho de Ferro de Danny, Pei e Gork permaneçam com Okoye. Okoye tenta devolver o Punho de Ferro de volta para Danny, que se recusa, declarando que Okoye é o novo Punho de Ferro. Devido a suas obrigações com Wakanda, Okoye se recusa e, em vez disso, transfere o Punho de Ferro para o ovo recém-nascido de Gork, deixando o título e o poder vagos. Apesar de ser impotente, um Danny implacável declara a Luke que ele "viverá [a vida] ao máximo".

### Encontrando o novo Punho de Ferro
Enquanto um Danny impotente luta contra vários demônios que atacam uma loja de antiguidades chinesa em Flushing por um misterioso fragmento verde, ele é ajudado por Lin Lie - anteriormente o super-herói Sword Master - que agora está vestido com o manto do Punho de Ferro e possui o chi de Shou-Lao. Depois que eles derrotam os demônios e recuperam o fragmento, Danny tenta questionar Lie sobre seu passado e se oferece para ajudá-lo, mas Lie o rejeita e foge por um portal em um metrô próximo de volta para K'un-Lun. Danny contata Fat Cobra e a Noiva das Nove Aranhas para rastrear o novo Punho de Ferro, eventualmente encontrando-o em Gansu. Danny viaja com os dois e Luke para a China, mas ele e Luke se separam das duas Armas Imortais, que encontram Lie antes dele.

## Poderes e habilidades
Mergulhando os punhos no coração fundido do dragão Shou-Lao, a energia sobre-humana do dragão fundiu-se em Rand. Isto, junto com o treinamento de Lei Kung, o Dragão deu a Rand o poder do Punho de Ferro, permitindo que ele chamasse e focalizasse sua energia do chi (também chamada energia natural ou energia da força da vida) para realçar suas habilidades naturais a níveis extraordinários. Sua força, resistência, agilidade, reflexos, velocidade e até mesmo seus sentidos  foram aprimorados pelo Chi.
Ele é capaz de concentrar seu próprio chi e a energia sobre-humana do coração de Shou-Lao em sua mão, com ela se manifestando como um brilho sobrenatural em torno de sua mão e punho. Tão concentrado, este "punho de ferro" pode atacar com dureza e impacto sobre-humano, enquanto sua mão se torna insensível à dor e lesão. No entanto, a façanha de convocar a potência necessária deixa Rand fisicamente e mentalmente esgotado, incapaz de repetir o ato por um tempo, até mesmo um dia inteiro em determinadas situações.
Após bastante treinamento, Danny se tornou um grande dominador de sua energia com isso aprendendo a manipular seu chi. Ele consegue concentrá-la por todo o seu corpo, moldá-la e aperfeiçoar seus golpes. Ele também pode focar seu chi internamente para curar a si mesmo, ou externamente para curar as lesões de outros, assim como dar a si mesmo sentidos psíquicos e telepaticamente fundir sua consciência com a mente de outra pessoa.
Rand é também um habilidoso acrobata, ginasta, e um mestre de todas as artes marciais de K'un Lun, assim como vários estilos de luta da Terra, includindo incluindo Shaolin quan, Aikido, Grou de Fujian, Judô, Caratê, Muay Thai, Ninjutsu e Wing Chun.

## Outros Punhos de Ferro
Daniel Rand não é o primeiro Punho de Ferro. De fato, havia 66 antes dele, todos os quais morreram antes ou com 33 anos de idade. Os diferentes portadores de punho de ferro hoje conhecidos são:
- Orson Randall (1900-2006), o antecessor de Danny, notório por ter vivido mais de 33 anos.[36]
- Bei Bang-Wen[36] (1827-1860), que se casou e teve 13 filhos.
- Wu Ao-Shi[36] (1517-1550), a única mulher que usou o manto do Punho de Ferro.
- Bei Ming-Tian (1194-1227)

### Fongji
Séculos atrás, os Yu-Ti Nu-An tinham um sonho recorrente associando uma garota ruiva com a Fênix e um dragão. Mais tarde, ele encontra uma garota ruiva combinando chamada Fongji nas ruas de K'un-L'un e a treina como Punho de Ferro. Nu-An pede que Leonardo da Vinci vá até K'un-L'un para ajudar a proteger o mundo contra a chegada da Fênix; Enquanto isso, Fongji é submetida a um treinamento duro, eventualmente manifestando os poderes da Fênix. Nu-An ordena que ela lute contra o dragão Shao-Lao, conforme estabelecido pelo ritual do Punho de Ferro. Fongji é bem-sucedida em seu teste e se torna uma Punho de Ferro, pouco antes de Da Vinci ver a Fênix vindo em direção à Terra. Fongji é capaz de se relacionar com a Fênix e permanecer no controle de si mesma, mas ela sente que a Terra ainda não está pronta para sua evolução e parte.

### Fan Fei
Em 1.000.000 aC, um nativo de K'un-Lun chamado Fan Fei nasceu na Casa dos Lótus Verdes e ficou fascinado com os homens das cavernas que viviam fora de K'un-Lun; indo tão longe a ponto de treinar alguns deles em segredo. Depois que ela foi exposta, Fan Fei foi acorrentada e forçada a assistir enquanto seus alunos eram alimentados com Shou-Lou por Lei Kung. Quando ela eclodiu, na esperança de que ela morresse lutando com Shou-Lou, Fan Fei deu um soco no dragão em sua tatuagem no peito e ganhou seus poderes. Lei Kung exilou Fan Fei de K'un-Lun, acreditando que Shou-Lou estava morto, e ela viajou pelo mundo; lutando contra os Deviants e o Homens Gorila pelo caminho. Fan Fei foi abordada por Mephisto, que queria que ela usasse seus poderes para conquistar a Terra, mas ela recusou. Em resposta, Mephisto concedeu seus presentes ao clã Gorgilla. Depois de uma briga com Fan Fei, Mephisto levou o Rei Macaco do Clã Gorgilla para a Joia Infinito do Poder, que ele usou para lutar contra Fan Fei novamente. Depois de se recuperar, Fan Fei se viu na entrada de K'un-Lun. Lei Kung afirma que sua sentença foi errada, pois descobriram que Shou-Lou era imortal e queriam trazê-la para casa. No entanto, ela recusou, afirmando que a Terra era sua casa e suas lutas aqui são apenas o começo.
Mais tarde, Fan Fei se uniu a Agamotto, Lady Phoenix, Odin e às versões Idade da Pedra de Pantera Negra, Ghost Rider e Estigma para combater um Celestial chamado Fallen. Eles iriam derrotá-lo e selá-lo no subsolo no que mais tarde se tornaria a África do Sul.

### Quan Yaozu
Um dos primeiros Punhos de Ferro, Quan Yaozu foi enviado para a Oitava Cidade para aprisionar as criaturas demoníacas enviadas de lá que estavam assolando K'un-Lun e as outras Cidades Celestiais, voluntariamente ficando para trás para evitar que escapassem. Quando o Yu-Ti de K'un-Lun começou a usar a Cidade Oito para prender cidadãos que ameaçavam seu governo, incluindo inocentes, Quan ficou desiludido com K'un-Lun e finalmente assumiu o controle da Oitava Cidade, governando-a como "Changming".
Séculos depois, quando Danny e as armas Imortais chegam à Oitava Cidade sob o comando de Lei Kung para libertar os prisioneiros condenados por engano, Quan os captura e os força a lutar até a morte em várias lutas. Quando Danny descobre sobre a história de Quan, ele é capaz de provar suas intenções altruístas, o que convence Quan de que K'un-Lun não é mais a cidade corrupta como era antes e concorda em se encontrar com Lei Kung,

### Li Park
Em 730 DC, um pacifista chamado Li Park tornou-se o novo Punho de Ferro, que buscava resolver o conflito evitando o conflito direto. Enquanto uma vila local lutava com um general chinês com a intenção de conquistar K'un-Lun, que havia sido atingido por uma praga, Li utilizou sua recém-descoberta técnica de punho hipnótico para dissuadir os soldados. Quando sua técnica falhou em salvar os aldeões, Li deixou de lado seu pacifismo e usou ações mais agressivas. No final das contas, Li foi capaz de resgatar os moradores restantes e os levou para K’un-Lun, onde ajudaram a repovoar a cidade.

### Gale
Durante o século 11, a fora da lei atlante Princesa Gale identificada exerceu os poderes do Punho de Ferro. Ela fez parte da encarnação dos Vingadores de Thor.

### Bei-Ming Tian
Bei Ming-Tian foi o Punho de Ferro por volta de 1227 DC. Ele protegeu sua aldeia da invasão do Exército Mongol e até matou o próprio Gengis Khan em batalha.

### Fongji
Séculos atrás, o Yu-Ti Nu-An teve um sonho recorrente associando uma garota ruiva com a Fênix e um dragão. Mais tarde, ele encontra uma garota ruiva chamada Fongji nas ruas de K'un-L'un e a treina como o Punho de Ferro. Nu-An pede que Leonardo da Vinci venha a K'un-L'un para ajudar a proteger o mundo contra a chegada da Fênix; enquanto isso, Fongji é submetido a um duro treinamento, eventualmente manifestando os poderes da Fênix. Nu-An ordena que ela lute contra o dragão Shao-Lao conforme estabelecido pelo ritual do Punho de Ferro. Fongji é bem-sucedido em seu teste e se torna o Punho de Ferro, pouco antes de Da Vinci ver a Fênix vindo em direção à Terra. Fongji é capaz de se ligar à Fênix e permanecer no controle de si mesma, mas ela sente que a Terra ainda não está pronta para sua evolução e parte.

### Wu Ao-Shi
Em 1545 d.C., um jovem protegido de Lei Kung chamado Wu Ao-Shi derrotou Shou-Lou, o Imortal, e reivindicou o poder do Punho de Ferro para si. Durante seu treinamento, ela se apaixonou e ficou noiva de um pescador, que ficou perturbado com a violência destinada ao Punho de Ferro e deixou ela e K'un-Lun assim que a cidade se fundiu com a Terra; Wu a seguiu logo em seguida em busca de seu amor. Durante suas viagens, Wu ganhava a vida como mercenário e aceitou um trabalho para libertar a baía de Pinghai dos piratas Wokou, mas foi derrotado e preso. Wu foi resgatada por seu amado e matou os piratas infundindo seu chi em uma flecha, transformando-a em um projetor explosivo. Wu e o pescador passaram os anos restantes juntos no território libertado, com Wu mais tarde se tornando conhecida como a Rainha Pirata da Baía de Pinghai.
Séculos depois, as façanhas de Wu Ai-Shi foram transformadas em um filme chamado Pinghai Bay.

### Bei Bang-Wen
Em algum momento em meados do século 19, um Punho de Ferro conhecido como Bei Bang-Wen desenvolveu uma técnica de Punho de Ferro conhecida como a Mente de Estratégia Perfeita, que o permitiu usar o chi de Shou-Lou de maneiras mais intelectuais, mas também o deixou muito confiante. Em 1860, Bei ajudou os chineses contra as forças britânicas e francesas durante a Segunda Guerra do Ópio. Apesar de formar um cenário derrubando dezenas de milhares de soldados inimigos nos Fortes Taku, Bei e seus aliados chineses foram derrotados nos Fortes Taku e Bei foi feito prisioneiro. Depois de fazer amizade com a guerreira cativa e mítica Vivatma Visvajit, os dois escaparam da prisão e viajaram para a terra natal de Vivatma, a Birmânia, onde foram emboscados pelo assassino que drena energia, Tiger Jani. Bei e Vivatma derrotaram Jani com seus poderes de Punho de Ferro e Brahman redespertados, respectivamente. Um Bei desgastado física e mentalmente voltou para casa em K'un-Lun, renunciando a seus poderes para que o ciclo do Punho de Ferro pudesse começar novamente e tomou uma esposa que lhe deu treze filhos.

### Kwai Jun-Fan
O sucessor de Bei Bang-Wen para o Punho de Ferro, Kwai Jun-Fan aventurou-se no Texas durante o Velho Oeste por volta de 1878 DC, onde foi morto por Zhou Cheng sob a influência de Ch'i-Lin.

### Orson Randall
Nascido e criado em K'un-Lun depois que o dirigível de seus pais caiu na cidade no final do século 19, Orson Randall se tornou o Punho de Ferro depois de derrotar Shou-Lao quando tinha dezessete anos de idade, tornando-se o primeiro ocidental a fazê-lo. Durante a Primeira Guerra Mundial, Randall juntou-se aos Freedom's Five junto com Union Jack, Águia Fantasma, Crimson Cavalier e Sir Steel. O derramamento de sangue que Randall testemunhou na guerra o traumatizou profundamente, fazendo com que ele recorresse às drogas para escapar. Em 1933, Randall foi convocado de volta a K'un-Lun para participar do Torneio do Céu, mas se recusou a participar, tendo sido alterado por suas experiências na guerra. Quando confrontado pelas Armas Imortais, Randall matou o Campeão da Garça de K'un-Zi em legítima defesa e fugiu, levando o Livro do Punho de Ferro com ele.
Enquanto estava escondido, Randall conheceu o jovem órfão Wendell Rand e o adotou como seu pupilo, treinando-o nas artes marciais enquanto enchia sua cabeça com histórias de K'un-Lun e o Punho de Ferro, fazendo com que Wendell procurasse a cidade sozinho assim que ele viesse de idade. Algum tempo depois da década de 1960, acredita-se que Randall tenha morrido, deixando para trás uma vasta fortuna para Wendell, tornando-o incrivelmente rico.
Na verdade, Randall estava vivendo em reclusão encharcada de drogas na Tailândia por décadas. Enquanto o próximo Torneio do Céu se aproximava, a Serpente de Aço e seus aliados chegaram para matá-lo, fazendo com que Randall fugisse para Nova York em busca de seu sucessor e filho de Wendell, Danny, dando a ele o Livro do Punho de Ferro e informando-o sobre o futuro Torneio e suas histórias. Durante outro encontro com a Serpente de Aço, Randall é mortalmente ferido e transfere seu chi para Danny antes de morrer.

### Davos
Depois de várias tentativas fracassadas de obtê-lo, Davos, também conhecido como a Serpente de Aço, foi capaz de roubar o poder de Shou-Lao de Danny durante um duelo, tornando-se oficialmente um Punho de Ferro. Em uma revanche, Davos não conseguiu controlar seu poder e foi consumido por ele, permitindo que Danny o absorvesse de volta para seu corpo.
Após a morte de Davos, seu espírito foi lançado em um reino acessível a partir da Joia Anomalia, onde ele conheceu e foi treinado pelos espíritos dos Punhos de Ferro anteriores. O companheiro de prisioneiro de Davos, Contemplador, enganou Danny para reunir os fragmentos da Gema Anomalia, permitindo que Davos fosse libertado. Depois que Davos lutou contra o Punho de Ferro e roubou seu poder, ele voltou para K'un-L'un e conquistou a cidade. Com seus aliados, Danny foi capaz de derrubar Davos e tomar o Punho de Ferro de volta dele.

### Junzo Muto
Com suas habilidades de absorção de poder, Junzo Muto foi capaz de roubar o poder de Shou-Lao após derrotar Danny em combate, tornando-se o novo Punho de Ferro como resultado. Muto tentou usar suas habilidades para conquistar K'un-Lun, mas acabou sendo derrotado por Danny, Wolverine e seus aliados. Embora os poderes do Punho de Ferro de Danny tenham sido eventualmente restaurados pelos Reis Dragões, o status de Muto como Punho de Ferro permanece desconhecido.

### Wolverine
Enquanto os Novos Vingadores estavam lutando contra Agamotto, o Doutor Voodoo magicamente infundiu Wolverine com os poderes de seus companheiros, incluindo os de Danny, brevemente transformando-o em um Punho de Ferro.

### Pei
Um jovem monge de K'un-Lun, Pei fugiu da cidade quando Davos e o Único deram um golpe, levando consigo o ovo não eclodido da última encarnação de Shou-Lao. Pei foi capaz de encontrar Danny em Nova York e disse a ele para voltar para salvar K'un-Lun. Enquanto sob seus cuidados, o ovo choca prematuramente em um dragão adolescente, a quem Pei chama de "Gork". Quando Davos os alcança e mata Gork, Pei inadvertidamente acaba com o poder do Punho de Ferro, tornando-se um dos mais jovens a fazê-lo, e usa seu poder para derrotar Davos e reviver Gork e todas as encarnações anteriores de Shou-Lou. Danny posteriormente a coloca sob sua proteção e os dois estão treinando juntos para dominar seus poderes de Punho de Ferro.
Durante os ataques do Hierofante aos dragões das Cidades Celestiais, Pei relutantemente permite que Okoye sacrifique Gork e transfere seu poder do Punho de Ferro para aumentar o chi do dragão adquirido por Okoye para derrotar o Hierofante e salvar os dragões.

### Mulher-Hulk
Durante o enredo de "A Era de Khonshu", Khonshu obriga o Cavaleiro da Lua a adquirir poder para ele prevenir um futuro apocalíptico. O Cavaleiro da Lua assume os poderes de vários heróis, incluindo Danny, cujos poderes do Punho de Ferro estão selados em um ankh para Khonshu. Quando os Vingadores derrotam Khonshu e recuperam seus poderes roubados, o ankh contendo o Punho de Ferro é dado a Mulher-Hulk, transformando-a no Iron Hulk. Depois que o exército de Khonshu é derrotado, Hulk de Ferri retorna o Punho de Ferrode volta para Danny.

### Okoye
Durante os ataques do Hierofante aos dragões das Cidades Celestiais, Danny e Pei transferem seus poderes de Punho de Ferro para Okoye para aumentar seu próprio dragão chi adquirido, transformando-a em um Punho de Ferro. Como Punho de Ferro, Okoye é capaz de derrotar o Hierofante e ressuscitar os dragões mortos. Apesar de Danny a nomear como sua sucessora, Okoye se recusa e transfere o Punho de Ferro para o ovo reencarnado de Gork.

### Lin Lie
Depois que sua Espada de Fu Xi foi destruída e deixada para morrer por um kumiho, Lin Lie apareceu em K'un-Lun, onde o recém-nascido Shou-Lao o salvou com seu chi, concedendo a Lin Lie o poder e o título de Punho de Ferro. Lin Lie usa seus poderes do Punho de Ferro em conjunto com as energias místicas dos fragmentos da espada embutidos em suas mãos, pois a falha em equilibrar seu chi e o de Shou-Lao pode resultar em sua morte.

### Wah Sing-Rand
Em uma linha do tempo alternativa definida no século 31, Wah Sing-Rand, um nativo de K'un-Lun e possível descendente de Danny, derrota Shou-Lou, tornando-se um dos Punhos de Ferro mais jovens da história. Enquanto viaja para o planeta Yaochi para libertá-lo do tirânico Presidente Xing, sua nave é congelada em um bolso temporal, deixando-o preso por 24 anos. Por volta de 3099 DC, ele foi capaz de derrotar Xing e libertar Yaochi, mas ao custo de sua própria vida.

## Outras versões

### MC2
Punho de Ferro é aposentado após a morte de Misty Knight (sua esposa neste universo). No entanto, ele temporariamente volta a vestir seu traje para ajudar Spider-Girl contra o poder do Punho do Dragão.

### Zumbis Marvel
Punho de Ferro é mostrado duas vezes em batalha durante a minissérie de Zumbis Marvel. Ele pode ser visto em vários painéis, um deles sendo mordido por uma versão zumbi de Luke Cage e em outro painél perfurando o peito da zumbificada Gata Negra e mais uma vez sendo mordido, Aparentemente evitando a infecção através de suas habilidades de cura. Um Punho de Ferro diferente aparece em Marvel Zombies Return em um universo alternativo onde ele não é afetado pelo surto de zumbis até que o Wolverine do universo Zumbis Marvel o mata com suas garras.

### Ultimate
No Universo Ultimate ele aparece pela primeira vez nas primeiras edições, depois aparece no Arco dos Guerreiros, e na edição 109 ele é visto junto a sua filha e a mãe de sua filha Colleen Wing.

### Dinastia M
Na realidade Dinastia M, Danny Rand emerge de K'un-Lun, desconhecendo o planeta dominado por mutantes. Ele é atacado por policiais mutantes e, eventualmente, se junta ao Movimento de Resistência Humana de Luke Cage.

### Terra-13584
Na dimensão de bolso da I.M.A. da Terra-13584, Punho de Ferro aparece como um membro da gangue do Homem-Aranha.

### Deadpool 2099
Punho de Ferro é um dos poucos heróis ainda vivos em 2099, ele é conhecido como o "Defensor das Ruas", ele agora lidera um grande grupo de artistas marciais para continuar suas atividades de vigilante. Deadpool solicita sua ajuda para ajudar a lidar com a filha de Wade, Warda, e Rand concorda em ajudar seu amigo mais velho vivo.

### Secret Wars (2015)
Durante o enredo de Secret Wars, Punho de Ferro é Rand-K'ai, membro da escola Punho de Ferro e o xerife e protetor da região de Battleworld inspirada em wuxia, K'un-L'un. Nesta realidade, ele serve involuntariamente ao imperador Zheng Zu, o mestre da implacável escola dos Dez Anéis, os inimigos da escola mais benevolente do Punho de Ferro. Rand-K'ai caça Shang-Chi, o filho exilado de Zu, pelo assassinato de seu mestre Lord Tuan, embora ele suspeite que o imperador esteja envolvido. Representando o Punho de Ferro, Rand-K'ai entra no torneio para decidir o novo governante de K'un-L'un e, eventualmente, confronta Shang-Chi junto com Red Sai, mestre da Mão Vermelha e assassina do imperador, no penúltimo rodada das Treze Câmaras. Durante a luta, Shang-Chi é envenenado por Red Sai, que confessa que Zu a enviou para assassinar Tuan, mas acabou falhando. Para poupar sua amante e seus alunos da ira do imperador, Shang-Chi matou Tuan; Zu implicou e exilou seu filho pelo assassinato para encobrir seu próprio envolvimento. Depois que a verdade é revelada, Rand-K'ai usa seu Chi para queimar o veneno no corpo de Shang-Chi e o deixa passar para que ele possa derrotar seu pai. Depois que Shang-Chi sai vitorioso, Rand-K'ai se compromete com o novo imperador.

## Recepção
Punho de Ferro é classificado como o 195º maior personagem de quadrinhos de todos os tempos pela revista Wizard. O IGN também classificou Punho de Ferro como o 68º maior herói de quadrinhos de todos os tempos, afirmando que no Universo Marvel, o domínio das artes marciais é suficiente para se qualificar como um superpoder, e nenhum é mais "super" na arte de lutar do que Punho de Ferro, e como 46º em sua lista dos  "50 maiores Vingadores".

### Controvérsia
A história de Punho de Ferro foi criticada por apropriação cultural, orientalismo e reforço de uma narrativa de salvador branco, com Rob Bricken do io9 resumindo Danny Rand como um clichê "cara branco [que] descobre uma cultura estrangeira, aprende seus caminhos e se torna melhor em do que as pessoas nascidas nela". Após o anúncio da série de televisão, um movimento online foi iniciado para mudar o Punho de Ferro como um personagem asiático-americano para subverter tropos ofensivos enquanto fornece alguma profundidade ao personagem. Os defensores do movimento incluíam a roteirista de quadrinhos Gail Simone, que reconheceu que era fã de Punho de Ferro, mas concordou que o personagem deveria ser mudado para asiático-americano. O papel foi finalmente para o ator britânico Finn Jones, cuja atuação foi criticada pelos críticos, juntamente com a representação da cultura asiática durante sua primeira temporada. Roy Thomas, co-criador de Punho de Ferro, defendeu o personagem em resposta às críticas, argumentando que Punho de Ferro foi criado para um tempo menos "PC". Embora Thomas tenha acrescentado que não se incomodaria se Punho de Ferro tivesse sido mudado para asiático-americano, ele não estava "envergonhado" por tornar Rand branco. Em uma aparente resposta à reação racial contra o personagem e à recepção negativa da série de televisão, a Marvel anunciou em outubro de 2021 que Danny Rand deixará o manto e um novo Punho de Ferro mais jovem de ascendência asiática seria introduzido em uma próxima série de quadrinhos dirigida por uma equipe criativa asiática.

## Em outras mídias

### Televisão
- Punho de Ferro aparece em Esquadrão de Heróis no episódio "A Brat caminha entre nós", dublado por Mikey Kelley.
- Punho de Ferro aparece em The Avengers: Earth's Mightiest Heroes no episódio de "O Roubo do Homem-Formiga", dublado por Loren Lester reprisando seu papel de Ultimate Marvel vs Capcom 3. Ele e Luke Cage são contratados por Henry Pym para recuperar seu traje roubado por Scott Lang. O personagem aparece mais tarde nos episódios "Yellowjacket", "New Avengers" e "Avengers Assemble".
- É um dos personagens da série animada Ultimate Spider-Man, onde é companheiro do Homem-Aranha em uma equipe de jovens heróis treinada pela SHIELD.[112]
- Punho de Ferro também aparece na minissérie Lego Marvel Super Heroes: Maximum Overload, dublado por Greg Cipes.

#### Universo Cinematográfico Marvel

Logo da série

- Marvel's Iron Fist conta a história do bilionário Danny Rand, que retorna a Nova York após anos desaparecido. É interpretado pelo ator Finn Jones (Loras em Game Of Thrones). A série faz parte de um pacote de cinco seriados que a Marvel fechou com a Netflix, e foi disponibilizada no dia 17 de Março de 2017.[113] A Netflix se comprometeu a fazer quatro séries de 13 episódios cada. No fim, essas séries culminaram na minissérie Os Defensores, formada pelo próprio Punho de Ferro, Demolidor, Jessica Jones e Luke Cage.[114]
- Danny Rand faz uma aparição no episódio 10 da segunda temporada da série Luke Cage.
- Finn Jones retornou em 2018 para reprisar o papel de Danny Rand na segunda temporada da série Marvel's Iron Fist.
- Uma versão infantil de Kwai Jun-Fan aparece no episódio "What If...? 1872?" de What If...? (2024), com voz de Allen Deng.[115]
- Jorani, uma mulher que foi Punho de Ferro na China do século XV aparece na série animada Eyes of Wakanda, com a voz de Jona Xiao.[116][117]

### Videogames
- Punho de Ferro apareceu em um video-game pela primeira vez no jogo de SNES e Genesis, Spider-Man and Venom: Maximum Carnage (1994). Ele é um personagem não jogável que quando chamado em campo chuta todos os inimigos para fora da tela;
- Ele estava previsto para ser um personagem da versão de PSP do jogo Marvel: Ultimate Alliance.
- Aparece, também, no jogo Marvel Ultimate Alliance 2: Fusion, como um personagem jogável;[118]
- No jogo Spider-Man: Friend or Foe ele é um personagem jogável dublado por John Rubinow.
- Aparece no jogo Ultimate Marvel vs. Capcom 3, para PS3, Xbox 360 e PS Vita, como um personagem jogável.[119]
- Punho de Ferro aparece como personagem jogável no jogo Marvel Torneio de Campeões, como Punho de Ferro (original) com traje verde e dourado, e uma Edição especial do jogo como Punho de Ferro Imortal com um traje Branco com Dourado.